# Nomsa Marchesi
Nomsa Innocencia Tarabella Marchesi (nascida em 2 de julho de 1970) é uma política sul-africana da Aliança Democrática. Ela é membro da Assembleia Nacional da África do Sul desde 2014.